# Heterocerus decemmaculatus
Heterocerus decemmaculatus is een keversoort uit de familie oevergraafkevers (Heteroceridae). De wetenschappelijke naam van de soort is voor het eerst geldig gepubliceerd in 1864 door Chevrolat.